# Steinkreis von Cartronbore
Der Steinkreis von Cartronbore liegt im gleichnamigen Townland (irisch Cartrún an Bhóthair) auf einem Hügel etwa 2,0 km östlich von Granard im Nordosten des County Longford in Irland. Er ist einer von knapp 200 Steinkreisen in Irland. Die irischen Steinkreise haben Durchmesser zwischen drei und 60 Metern und konzentrieren sich primär in den Grafschaften Tyrone (Nordirland) und Cork. 
Der Steinkreis von Cartronbore besteht aus etwa neun glazialen Findlingen. Vier der Steine sind Boulder und von den restlichen Steinen stehen nur zwei aufrecht. Die gefallenen Steine sind teilweise  ziemlich groß. Einer ist etwa 2,3 Meter lang.
Nordöstlich von Granard liegt der Steinkreis von Cloghchurnel.